# Método Mézières

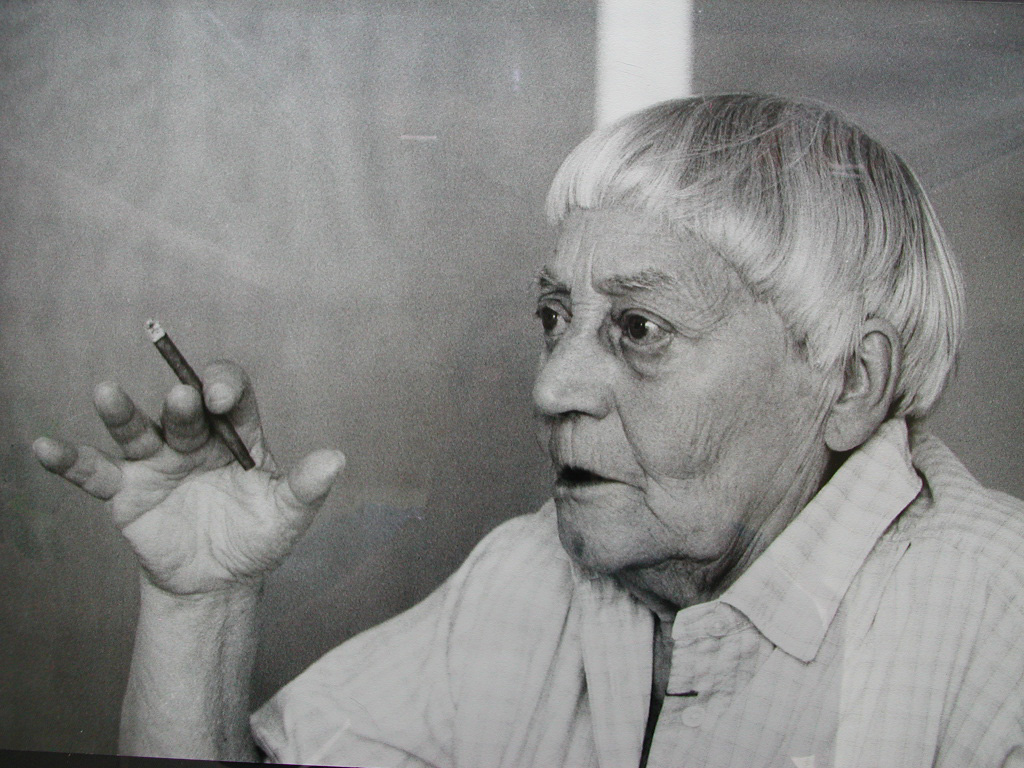
Françoise Mézières en 1985.

 El Método Mézières es una técnica de fisioterapia creada y elaborada desde 1947 por la fisioterapeuta francesa Françoise Mézières. Esta terapia trata al paciente de forma individual y dentro de una visión global de la mecánica corporal. El objetivo de este método será mejorar la postura corporal y aliviar el dolor mediante un reequilibrio de las cadenas musculares y articulares, basándose en ejercicios de estiramientos activos globales.

## Contexto histórico
Es importante emplazar la obra científica de Françoise Mézières en el contexto médico de la época.
La rehabilitación nace en 1945 tras la Segunda Guerra Mundial y la posterior epidemia de poliomielitis. En su origen, la fisioterapia tuvo como objetivo la recuperación de la fuerza muscular de los enfermos politraumatizados y parapléjicos, aunque más adelante esta opción terapéutica se convierte en la única forma de rehabilitación. Desde esta perspectiva se considera que los dolores y las disfunciones son consecuencia de una hipotética falta de fuerza, y que las deformidades son causadas por una improbable ineptitud para resistir la fuerza de la gravedad. A partir de este postulado, los tratamientos consistirían únicamente en ganar fuerza muscular. Las diferencias entre las escuelas se reducen entonces a minúsculos detalles, a variantes en torno a la musculación y a la ganancia de fuerza. 
Françoise Mézières estudió en la Escuela Francesa de Ortopedia y Masaje de la calle Cujas en París, cuyo director era Boris Dolto. Obtuvo su diplomatura en vísperas de la evacuación de París ante el avance de las tropas alemanas. Mézières aprendió las técnicas de la época, especialmente la "gimnasia correctiva", basada exclusivamente en la potenciación muscular. Pasada la guerra, la escuela de la calle Cujas retoma su actividad y el director le propone enseñar en dicha escuela. En la primavera de 1947, cuando acababa de terminar la redacción de un ensayo, una especie de recopilación de la gimnasia terapéutica de la época, (1)descubre lo que ella llamaría su "observación princeps".

## Observación prínceps
“Cuando en una mañana de primavera de 1947 vimos entrar en nuestro gabinete una paciente con una gran cifosis, no imaginábamos que nuestra profesión y el tipo de enfermos iban a cambiar. Se trataba de un sujeto longilíneo, muy alto y delgado. Un corsé de hierro y cuero, lejos de detener el progreso inevitable de su enfermedad, había provocado numerosas heridas en las caderas y alrededor de los hombros, incluso que siete vértebras quedasen en carne viva, igual que el ángulo inferior de los omoplatos. Pero la enferma no se rendía y acudía a nosotros porque no podía levantar los brazos ni trabajar. Como es natural, probamos con los ejercicios de enderezamiento y el trabajo de las dorsales para fortalecer los músculos extensores de la espalda, pero la rigidez era tal que le era imposible realizarlos. Entonces tumbamos a nuestra enferma en el suelo, en decúbito supino, provocamos el apoyo de los hombros y descubrimos con asombro que se producía una enorme lordosis lumbar cuando en el examen en bipedestación, la paciente únicamente presentaba una cifosis dorsal. Para evitar añadir un mal a aquel que ya existía, provocamos una retroversión pélvica llevando las rodillas hacia el abdomen y, de nuevo para nuestra sorpresa, vimos que la lordosis en la zona lumbar se borraba y se desplazaba hacia la nuca, mientras que la cabeza se iba hacia detrás impidiendo acercar el mentón al cuello."
"La puerta hacia la verdad estaba justo delante de nosotros, abierta de par en par, pero no quisimos apresurarnos y, dudando de lo que habíamos visto, repetimos varias veces la experiencia, finalmente ante un colega."
"Nuestra observación princeps era tan inesperada y los hechos comprobados tan sorprendentes para un facultativo henchido de teorías ortodoxas, admirador de sus maestros, a los que tenía hasta entonces como grandes sabios, que no podía creer lo que estaba viendo. Pero la verdad era tan evidente que buscó desesperadamente una excepción que confirmase esta regla intocable. Hubo que resignarse al sacrilegio y reconsiderar las bases de la ortodoxia. Solamente quedaba despejar las leyes de esta fisiología hasta entonces desconocida, y descubrir sus mecanismos. Las delicias de la herejía sucedieron a las angustias de la blasfemia. En efecto, es una alegría inefable verificar a cada momento y de mil formas la legitimidad de una teoría que explica de forma iluminadora las causas de todos los dismorfismos y sobre la que puede ser edificada una técnica seguramente curativa."

## La técnica terapéutica
El tratamiento comienza con una valoración exhaustiva del paciente y su patología, incluyendo una entrevista y un detallado examen físico de las cadenas musculares y su postura global para poder marcarse unos objetivos concretos e individuales para cada paciente.
Para tratar el desequilibrio de las cadenas musculares, F. Mézières propone un conjunto de posturas activas realizadas bajo un control respiratorio específico. El fisioterapeuta ayuda, guía y controla el trabajo del paciente mientras éste realiza la postura. Por lo tanto, en este tipo de trabajo global es indispensable la presencia del fisioterapeuta.
Se emplean igualmente otras técnicas de fisioterapia, siempre desde un enfoque global como el masaje o la eutonía y propiocepción. Estas dos últimas son parte fundamental del tratamiento ya que ayudarán a crear nuevos esquemas posturales y de movimiento en la corteza cerebral, y así conseguir que los cambios producidos durante el tratamiento perduren en el tiempo.